# ヴィムクティセーナ
ヴィムクティセーナ（Vimuktisena、解脱軍）、あるいはアーリヤ・ヴィムクティセーナ（Ārya Vimuktisena、聖解脱軍）とは、インド仏教中観派の僧侶。
唯識派の祖であるマイトレーヤ（弥勒）の著とされる『現観荘厳論』を、中観派の立場から註釈したことで知られる。

## 著作
- 『（二万五千頌般若経）現観荘厳釈』